# Сексард
Се́ксард (угор. Szekszárd) — місто в Угорщині, адміністративний центр медьє Толна.

## Історія

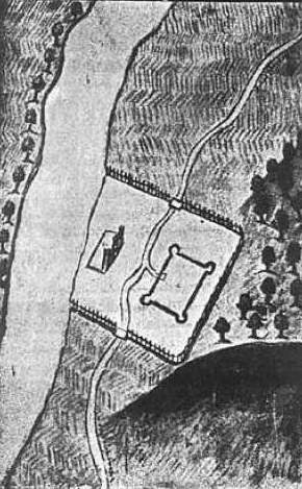
План паланки.

Колишня паланка Османської Угорщини.
В поселенні народився Ласло Голлош (1859—1940) — угорський ботанік, міколог.